# Pasko-Petäinen
Pasko-Petäinen är en sjö i kommunen Suonenjoki i landskapet Norra Savolax i Finland. Sjön ligger 128,1 meter över havet. Den är 11,5 meter djup. Arean är 42 hektar och strandlinjen är 5,54 kilometer lång. Sjön  ingår i Kymmene älvs huvudavrinningsområde.   Den ligger omkring 31 kilometer sydväst om Kuopio och omkring 310 kilometer norr om Helsingfors. 
I sjön finns öarna Suurisaari och Pienisaari. 